# Engelhardtia mendalomensis
Engelhardtia mendalomensis là một loài thực vật có hoa trong họ Juglandaceae. Loài này được E.J.F.Campb. mô tả khoa học đầu tiên năm 1993.